# ポリゴンマジック
ポリゴンマジック株式会社（英: Polygon Magic, Inc.）は、東京都港区六本木（以前は秋葉原）に所在するコンピュータゲーム開発会社。コンピュータエンターテインメント協会正会員。オンラインゲーム、ソーシャルゲーム、アーケードゲーム、コンシューマーゲーム、パチンコ・パチスロ用コンテンツの開発を手がけるほか、2.5次元ミュージカル制作、体感型ゲーム制作、VR事業、映画配給、海外テレビ番組の買付け、デバイスや開発ツール、ハードウェアの提供も行っている。また、傘下の企業を通じ、教育事業、ライセンス事業、情報メディア、飲食事業、予防医療事業等を展開しているポリゴンマジックグループの中核企業でもある。

## 概要
1996年4月3日、デジタルハリウッド、デジタルスケープ、アイ・エム・ジェイ等の企業と共に、株式会社ビジュアルサイエンス研究所の派生企業として誕生。3DCG技術を活用したコンピュータゲーム開発会社として設立された。設立時の代表取締役社長は吉岡賢。社名は「3DCG（⇒ポリゴン）で、世界中の子供たちを魔法（⇒マジック）にかけたい」という想いから命名された。
2008年1月1日、鶴谷武親が代表取締役社長に就任。
2008年、インハウスのリアルタイム3Dエフェクトツール「BlendMagic」を開発していたチームがシリコンスタジオの出資によりマッチロック株式会社として独立。その後「BlendMagic」は「BISHAMON」の名称で販売されている。
2010年、フューチャーインスティテュート株式会社のグループ会社となった。
2011年、ゲーム情報ポータル株式会社ジーパラドットコムを買収。
2012年、グリー株式会社との合弁企業ジープラ株式会社を設立。
2012年、平和グループ系ファンドより株式会社ブルズ・アイの株式を取得、グループ会社化した。
2014年、飲食事業のスペースマジック株式会社を設立、『とりぞの』を開店。
同年、株式会社スクウェア・エニックス・ホールディングスより株式会社ヒッポスラボの株式を譲り受け、グループ会社化（その後ユナイテッド株式会社へ譲渡）。
同年、予防医療事業を目的に、医療法人社団ナイズと共にメディカルフィットネスラボラトリー株式会社を設立。
2015年、医療連携・データ活用型フィットネスクラブ「データフィットネス六本木」を開設。
同年、遠隔診療支援事業、ストレスチェック事業、健康診断データ管理事業を開始。

## 作品リスト
Arcade
- ファイターズインパクト（発売元：タイトー / 1996年）
- とんでもクライシス!（発売元：テクモ / 1999年）
- 恋のパラパラ大作戦（発売元：ナムコ / 2000年）
- デモリッシュフィスト（発売元：サミー / 2003年）
- ドラゴンクロニクル（発売元：ナムコ / 2003年）
- 湾岸ミッドナイト MAXIMUM TUNE（発売元：ナムコ / 2004年）
- 湾岸ミッドナイト MAXIMUM TUNE 2（発売元：ナムコ / 2005年）
- セイギノヒーロー（発売元：コナミ / 2004年）
- スリルドライブ3（発売元：コナミ / 2005年）
- アウトラン2 SP SDX（発売元：セガ / 2006年）
- 機動戦士ガンダム スピリッツオブジオン（発売元：バンプレスト / 2006年）

PlayStation
- ファイターズインパクト（発売元：タイトー / 1997年）
- ストレートビクトリー ～星野一義への挑戦～ （発売元：カルソニック / 1998年）
- とんでもクライシス!（発売元：徳間書店 / 1999年）
- ガレリアンズ（発売元：エンターブレイン / 1999年）
- ロード・オブ・フィスト（発売元：メディアワークス / 1999年）
- ヨシモト ムチッ子大決戦?南の島のゴロンゴ島?（発売元：SME / 1999年）
- カウントダウンヴァンパイヤーズ（発売元：バンダイ / 1999年）
- 松本零士999 〜Story of Galaxy Express 999〜（発売元：バンプレスト / 2001年）
- スラップハッピーリズムバスターズ（発売元：アスク / 2002年）

PlayStation 2
- ストリートゴルファー（発売元：ディースリー・パブリッシャー / 2002年）
- Adventure of TOKYO DisneySEA ～失われた宝石の秘密～（発売元：コナミ / 2001年）
- テクモヒットパレード（発売元：テクモ / 2004年）
- いなか暮らし～南の島の物語～（発売元：ビクターインタラクティブソフトウェア / 2002年）
- ガレリアンズ:アッシュ（発売元：エンターブレイン / 2002年）
- SEVEN SAMURAI 20XX（発売元：サミー / 2004年）

Xbox
- テクモクラシックアーケード（発売元：テクモ / 2005年）

GAMEBOY COLOR
- 忍たま乱太郎～忍術学園に入学しようの段～（発売元：アスク / 2001年）

ニンテンドー ゲームキューブ
- ディズニースポーツ：バスケットボール（発売元：コナミ / 2002年）
- BLEACH GC 黄昏にまみえる死神（発売元：セガ / 2005年）

Nintendo DS
- 天誅 DARK SHADOW（発売元：フロム・ソフトウェア / 2006年）
- Tecmo Bowl: Kickoff（発売元：テクモ / 2008年）

Wii
- BLEACH Wii 白刃きらめく輪舞曲（発売元：セガ / 2006年）
- ゴーストスカッド（発売元：セガ / 2007年）
- MySims Party（発売元：Electrical Arts / 2009年）
- We Fish（発売元：Activision / 2009年）

モバゲー
- ダービー×ダービー（2010年）
- カブ×クワ　バトルマスターズ（2010年）

グリー
- 釣りスタ（発売元：グリー / 2008年）

　※公式な情報はないが、『釣り★スタ』公式ガイドブックに「協力　ポリゴンマジック」との記載があることから、何かしらの形で開発に関与している模様。同社とグリーとは、グリーがゲームに参入以来、深い関係にあるとされる。
- コーデマニア（発売元：サムザップ / 2010年）
- 戦国キングダム（発売元：グリー / 2011年）

Yahoo!モバゲー
- 盗っても！コレクション - ウェイバックマシン（2012年1月14日アーカイブ分）（2011年）
- 四神演武 - ウェイバックマシン（2013年5月9日アーカイブ分）（2013年）

Facebook
- 虹色どうぶつ園（2011年）

モバイル
- ゲーム情報　アプリパーティー（2012年）

2.5次元ミュージカル
- ミュージカル「ヘタリア」
- 歌劇「明治東亰恋伽」
- ミュージカル「ハートの国のアリス」
- 音楽劇「金色のコルダ」
- 舞台「戦国無双」
- 超★超歌劇「幕末Rock」
- ミュージカル「忍たま乱太郎」
- ミュージカル「AMNESIA」

テレビ・映画
- 新★乾杯戦士 アフターV（テレビ番組）
- ELMO IN JAPAN
- メモリー（台湾映画）
- イロイロ（シンガポール映画）
- GF*BF（台湾映画）
- 浮城（香港映画）
- 鏡の中の笑顔たち（日本映画）
- 祝宴シェフ（台湾映画）
- 乾杯戦士 アフターV（テレビ番組）
- 王室教師ハイネ（テレビアニメ）
- 一礼して、キス（日本映画）
- 体操しようよ（日本映画）

イベント
- 「人狼TLPT」
- 体感型脱出ゲーム「鬼灯の冷徹」
- 体感型脱出ゲーム「ペルソナQ」
- 体感型推理ゲーム「逆転裁判」
- 体感型脱出ゲーム「PSYCHO-PASS」

VR
- VRソリューション「VOOR」